# غارسيا كوتورير
غارسيا كوتورير هي كاتبة مسرحية وصحفية وكاتِبة وكاتبة للأطفال كندية، ولدت في 14 أغسطس 1951 في إيدموندستون ‏ في كندا.